# Eulophinusia cydippe
Eulophinusia cydippe är en stekelart som beskrevs av Girault 1913. Eulophinusia cydippe ingår i släktet Eulophinusia och familjen finglanssteklar. Inga underarter finns listade i Catalogue of Life.